# Loxogramme acroscopa
Loxogramme acroscopa är en stensöteväxtart som först beskrevs av Christ, och fick sitt nu gällande namn av Carl Frederik Albert Christensen. Loxogramme acroscopa ingår i släktet Loxogramme och familjen Polypodiaceae. Inga underarter finns listade.